# Bradysiopsis disjuncta
Bradysiopsis disjuncta är en tvåvingeart som först beskrevs av Werner Mohrig och Boris Mamaev 1970.  Bradysiopsis disjuncta ingår i släktet Bradysiopsis och familjen sorgmyggor.
Artens utbredningsområde är Turkmenistan. Inga underarter finns listade i Catalogue of Life.